# XIII. Benedek (ellenpápa)
Ez a szócikk az ellenpápáról szól. Nem tévesztendő össze XIII. Benedek római pápával!
XIII. Benedek (1328 – 1423. május 23.) néven lépett fel, eredeti nevén spanyol nyelven: Pedro Martínez de Luna, a római katolikus egyház történetének legnagyobb skizmája alatt másodikként a harmincharmadik ellenpápa. Benedek volt az egyházi történetírás leghosszabb ideig és legmakacsabbul uralkodó ellenpápája. Huszonkilenc évnyi pontifikátusa alatt négy római pápa és két pisai ellenpápa is uralkodott vele párhuzamosan. 1394-es trónra lépésekor Avignonban, a francia udvar támogatásával rendezte be kúriáját és onnan irányította az őt támogató országok egyházait. A párizsi egyetemről kiinduló reformmozgalmak az újraegyesítés oldalára állították VI. Károly, francia királyt, aki 1407-ben végleg levette kezét Benedekről. A konstanzi zsinat, a nyugati egyházak első igazán egyetemesnek tekinthető zsinata tett pontot a nyugati skizmára, amelyben Benedeket megfosztották a trónjától. Az időközben a szülőhazájába, az Aragóniai Királyságba, királyi rokonaihoz menekült ellenpápa azonban nem ismerte el a zsinat döntését, így haláláig elvonultan őrizte címét.

## Élete avignoni trónja előtt
1328-ban született meg Pedro Martínez de Luna néven az Aragóniai Királyság területén fekvő Illueca városában. Családja a spanyol nyelvű területek egyik legnagyobb nemesi famíliái közé tartozott. Rokonságban állt Luna Mária aragóniai királynéval, aki a Luna család egy másik ágából származott. A későbbi XIII. Benedek szülei voltak: apja Juan Martines de Luna y de Alagón, Mediana ura, édesanyja María Peres de Gotor, Gotor és Illueca bárónője. Benedeknek egy testvére született, Juan Martines de Luna y Peres de Gotor, Illueca és Gotor bárója, Alfaro, Jubera, Cornago és Cañete ura, aki II. Henrik kasztíliai király szolgálatába szegődött, de Szicíliában három fiú hátrahagyásával halt meg. A család kiváló kapcsolatai Pedro életében többször is nagy szolgálatot tettek. Még ifjúkorában Montpellier-be ment tanulni. Az itteni egyetemen kánonjogot és római jogot is tanult, és az egyik legnagyobb tudású kánonjogász lett. Montpellier-ben szerezte meg doktorátusát kánonjogból, és tanárként még pár évig a városban maradt és oktatott. XI. Gergely pápa felfigyelt Pedróra, aki amellett hogy a kor egyik legjelentősebb kánonjogászává vált, spanyol nemesi származású volt, és így éppen kapóra jött Gergelynek a Pireneusokon túli politikájának támogatásához. Így 1375. december 30-án a római Santa Maria in Cosmedin-templom bíborosává tette diakónusi rangban. Az Avignonban székelő XI. Gergely feltétlen hívének számított de Luna bíboros, aki támogatta a pápa Rómába térésének tervét is. Pedro 1377-ben elkísérte Gergelyt az örök városba, ahol tanúja volt a Pápai Állam és Róma politikai rendezésének. Amikor 1378-ban Gergely meghalt, ő is részt vett a Vatikánban összehívott konklávén, amely a katolikus egyház végzetes szakadásához vezetett.
Az összeülő francia többségű konklávé nem zajlott le nyugodtan, ugyanis a római nép attól tartott, hogy a bíborosok és velük együtt a pápa is vissza fog térni Avignonba. Ezért a rómaiak körbezárták a választókat, és itáliai származású egyházfő választását követelték. A bíborosok ugyan kijelentették, hogy a külső nyomásra létrejött eredményt nem fogják elfogadni, mégis a konklávéra nehezedő súly miatt végül a bíborosok a Vatikánban maradtak és megválasztották Bartolomeo Prignanot, Bari érsekét, aki később felvette a VI. Orbán nevet. A rómaiak betöréseivel megzavart bíborosi tanácskozáson de Luna bíboros volt az leghatározottabb jellem, aki a fegyveres fenyegetés ellenére is szorgalmazta a pápaválasztás menetének szabályos lezárását. A krónikák szerint kijelentette: „Ha meg is kell halnom, hát itt essek el!” Ő hozta fel Prignano érsek nevét is, aki minden szempontból megfelelt a pápai trónra, legalábbis papíron. Hamar kiderült, hogy Orbán pápa amellett, hogy egyaránt tekinthető itáliainak és franciának nem sok érzékkel bír az egyház irányítását illetően. A bíborosok ellen hozott döntései után az Orbánt megválasztó bíborosok elpártoltak tőle. Pedro 1378. június 24-én utazott el Anagniba, ahol az Orbán-ellenes bíborosok gyülekeztek, és ott meggyőződött a pápa illegitimitásáról. Részt vett a Fondiba menekülő bíborosok új pápaválasztásában is, így szeptember 20-án ő is megválasztotta VII. Kelement, akinek feltétlen híve lett.
Kelemen de Luna bíborost pápai legátusaként küldte el Portugáliába és Spanyolország királyságaiba, hogy Kelemen mellé állítsa az uralkodókat. Pedro befolyása és kapcsolatai sikerhez vezettek a déli országokban. Miután visszatért az időközben Avignonba költözött Kelemen udvarába, a pápa kinevezte őt a nyugati országok pápai követének, így Pedro Párizsba utazott, és több éven keresztül ott élt. Ekkor került közelebbi ismertségbe a párizsi egyetem vezetőivel és tanításaival. Pedro a konciliarizmusról vallott nézeteket ugyan nem tette magáévá, de támogatta az egyetem skizmaellenes megmozdulását. A nyugati szakadás megszüntetése mellett kiálló egyetem a francia udvarban is nagy befolyást tudott gyakorolni, de VI. Károly egyelőre nem mondott le Kelemen támogatásáról. Pedro egyetemi nézetei miatt gyorsan fagyossá változott a viszony az avignoni pápa és a bíboros között. Amikor VII. Kelemen 1394. szeptember 16-án meghalt, a római pápát el nem ismerő bíborosok szeptember 28-án megválasztották Pedro de Luna bíborost Kelemen követőjének. A konklávén azonban megválasztása előtt esküt kellett tennie rá, hogy törekszik a skizma felszámolására, és ha a szükség úgy hozza, önként lemond a pápai trónról, az újraegyesülés érdekében. Október 11-én szentelték fel, és felvette a XIII. Benedek nevet.

## Hosszú pontifikátus a változások korában

### Via cessionis
A koronázás után sorra érkeztek a nyugati országok követei, akik elismerték Benedek uralkodását. Franciaország mellett Skócia, Szicília, Kasztília és León, Aragónia, Navarra, Portugália és a Német-római Birodalom egyes részei is támogatásukról biztosították az avignoni udvart. Bíborosként Benedek Párizs egyetemének skizmaellenes megmozdulásait nagyra becsülte, ezért mind a francia uralkodó, mind az egyház és az egyetem is örömmel fogadta az avignoni pápaválasztás eredményét. A francia klérus 1395. február 3-án zsinatra gyűlt össze és tizenöt napon keresztül a királyi követek jelenlétében tárgyaltak az egyházszakadás felszámolásának módozatairól. A zsinaton ugyan Benedek nem jelent meg személyesen, mégis támogatásáról biztosította az összegyűlt klerikusokat. A zsinat úgy vélte, hogy a szakadást a via cessiones módszerével lehet megbontani. Ez azt jelentette, hogy az egyetem, a francia klérus és a király is amellett tette le a voksát, hogy egy egyetemes zsinat előtt mindkét pápának le kell mondania, majd ezek után a kettészakadt egyház bíborosai újra megválasztják az egyesült egyház vezetőjét. A követek Avignonba vitték a zsinat eredményét, de Benedek nem fogadta el a megoldási javaslatot. Szerinte a szakadást csak via discussionis módon lehet felszámolni, ami a két egyházfő tárgyalására hagyta a probléma kezelését.
A zsinat és az egyetem jeles képviselői tették látogatásukat Benedek udvaránál, hogy jobb belátásra bírják az egyházfőt, de minden hiába volt. 1396-ban Benedek több követséget is küldött Rómába IX. Bonifác udvarába. Az avignoni egyházfő levelében megírta, hogy a békéért hajlandó lemondani méltóságáról. Azonban az ifjú római egyházfő semmi esetre nem akart lemondani trónjáról, hiszen azt törvényesnek tekintette. A tárgyalások tehát zsákutcába futottak, amelynek legfőbb oka az volt, hogy mindkét egyházi méltóság kétségbevonhatatlannak vélte saját legitimitását. A kudarc hatására 1396. augusztus 16-án újra összeült a francia zsinat, és ezúttal is megerősítették a via cessiones alkalmazását, de ezúttal politikai nyomást akartak gyakorolni Benedekre, ezért a francia király követei a Benedeket támogató országok uralkodóihoz indultak. Miután a keresztény uralkodók is hajlottak a francia megoldás támogatására az avignoni egyházfő magára maradt. Benedek eretneknek nyilvánította a pápa feletti döntést, és újra megtagadta a via cessiones módszert.
1398-ban újra összeült a zsinat, de ezúttal komoly döntésekkel zárult le az elhúzódó vita. VI. Károly király július 27-én kihirdette a zsinat döntését, amely szerint Benedeket nem ismerik el egyházfőnek. A bíborosokat és minden klerikust felszólított, hogy hagyja el az avignoni palotát, különben a Benedek mellett maradók minden francia birtokát elkobozza. A hadüzenet hatásos volt, és öt bíboros kivételével a legtöbb egyházi a francia uralom alatt álló Villeneuve városába vonult.

### Avignon ostromai
A zsinat megtagadta a Benedeknek való engedelmességet, és Károly egyik kiváló hadvezére, Geoffroy Boucicout 1398-ban sereget vezetett Avignon ellen. A marsall bevette a várost, és nekifogott az erődített pápai palota ostromának. 1399. május 9-én Benedek tárgyalásokat indítványozott, amelyek öt éven át húzódtak, és közben többször is újraindult az ostrom. Benedek kiválóan használta ki érdekeinek védelmében a tárgyalásokkal megszakított hadakozást. A pápa ekkor nyílt leveleket fogalmazott meg, amelyek legtöbbször elítélték a pápai hatalom erőszakos befolyásolását, de emellett Benedek igyekezett támogatókat is pártjára állítani a francia nemesség sorai közül. Végül az egyházfő törekvései célt értek, és Lajos, Orléans hercege Benedek mellett állt ki, nem beszélve arról, hogy a Benedek által Nápoly trónjára segített II. Anjou Lajos is igyekezett a távolból segíteni Benedeknek. Így 1403. március 12-én Benedek titokban elmenekülhetett az avignoni palotából, és Provence-ba menekült, amely II. Lajos uralma alatt állt. Közben a közhangulat is megváltozott, és egyre inkább Benedek pártjára állt. A klérus és az egyetemi tanárok is egyre gyakrabban adtak igazat Benedek leveleinek, amelyben a pápa jogait tépázó seregeket jogellenesnek minősítette. 1403-ra a francia klérus visszavonta engedetlenségét. A helyreállt rendben Benedek újra követeket küldött Bonifáchoz, aki ekkor már válaszra sem méltatta a békés kezdeményezést. 1404-ben a római klérus Bonifác halála után új egyházfőt választott VII. Ince személyében. Négy legátus indult el Avignonból, hogy tárgyaljon az új pápával, de Ince sem volt hajlandó békülni.
1405 májusában Benedek a tettek mezejére lépett, és Genovába utazott, hogy személyesen tudja befolyásolni Incét a tárgyalás kérdésében. Az ismételt elutasítások után Benedek újabb nézőpontba állította a kérdést. Támogatókat akart szerezni Itáliában akikkel legyűrheti Ince hatalmát, és ezzel őt ismernék el egyedüli pápának. De a meggyőzés sokba került, így Benedek súlyos adókat vetett ki az egyházi vagyonra is. 1406-ban végül a lázongó klérus miatt visszahajózott Marseille-be, és zsinatot hívott össze, hogy megnyugtassa támogatóit. Az adók visszavonása után újabb út nyílt meg a skizma rendezésére, ugyanis Ince váratlanul meghalt. Ezúttal is hiába várta a francia klérus és főleg Benedek a rómaiak elismerését, és november 30-án XII. Gergelyt választották meg a római szék élére. Gergely más szellemben vette kezébe az irányítást, és azonnal levelet küldött Benedeknek, amiben az állt, hogy hajlandó lemondani trónjáról, amennyiben Benedek is megteszi ugyanazt. Az avignoni pápa tárgyalást javasolt, és 1407. szeptember 24-én Savonában beszélték meg a találkozót. De a két pápa egyeztetése elmaradt Gergely távolmaradása miatt. A római pápa azzal indokolta döntését, hogy Benedek csapdát állított neki. A valóságban Gergely rokonai és a nápolyi László király féltette saját hatalmának legitimitását a kiegyezés után, ezért ők gátolták meg a római egyházfő savonai szereplését. 

A Benedek által szorgalmazott via discussionis kudarca nyilvánvaló volt, ezért az avignoni egyházfőnek számolnia kellett VI. Károly haragjával. Ráadásul Orléansi Lajost 1407-ben meggyilkoltatta a király, aki egyre inkább sürgette a kiegyezést. Károly újra ostrom alá vette Avignont, és 1408. május 25-én kijelentette, hogy Franciaország semleges a két pápa ügyében. A konciliarizmus felerősödött eszméi, azaz a zsinat hatalmának primátusa a pápai hatalommal szemben teret hódított, és a két szemben álló egyházfő bíborosai ebben közös nevezőre találtak. A két pápa bukása ugyanis nyilvánvaló volt, és a kardinálisok nem akartak kimaradni az újraosztásból. Így mind Benedek, mind Gergely bíborosai elszöktek a pápai udvarokból, és 1408-ban Pisában zsinatra hívták a kettészakadt egyházat. A látogatottságában kiemelkedő egyházi gyűlésen megfosztották hatalmuktól mindkét egyházfőt, és Milánó érsekét választották meg legitim pápának, aki felvette az V. Sándor nevet. A világi hatalom támogatását azonban a pisai zsinat elfelejtette kikérni, így V. Sándor mindössze az egyház berkein belül volt elismert. Ráadásul röviddel megválasztása után Sándor meghalt, és a helyére XXIII. Jánost tették meg egyházfőnek.

### Benedek Aragóniában

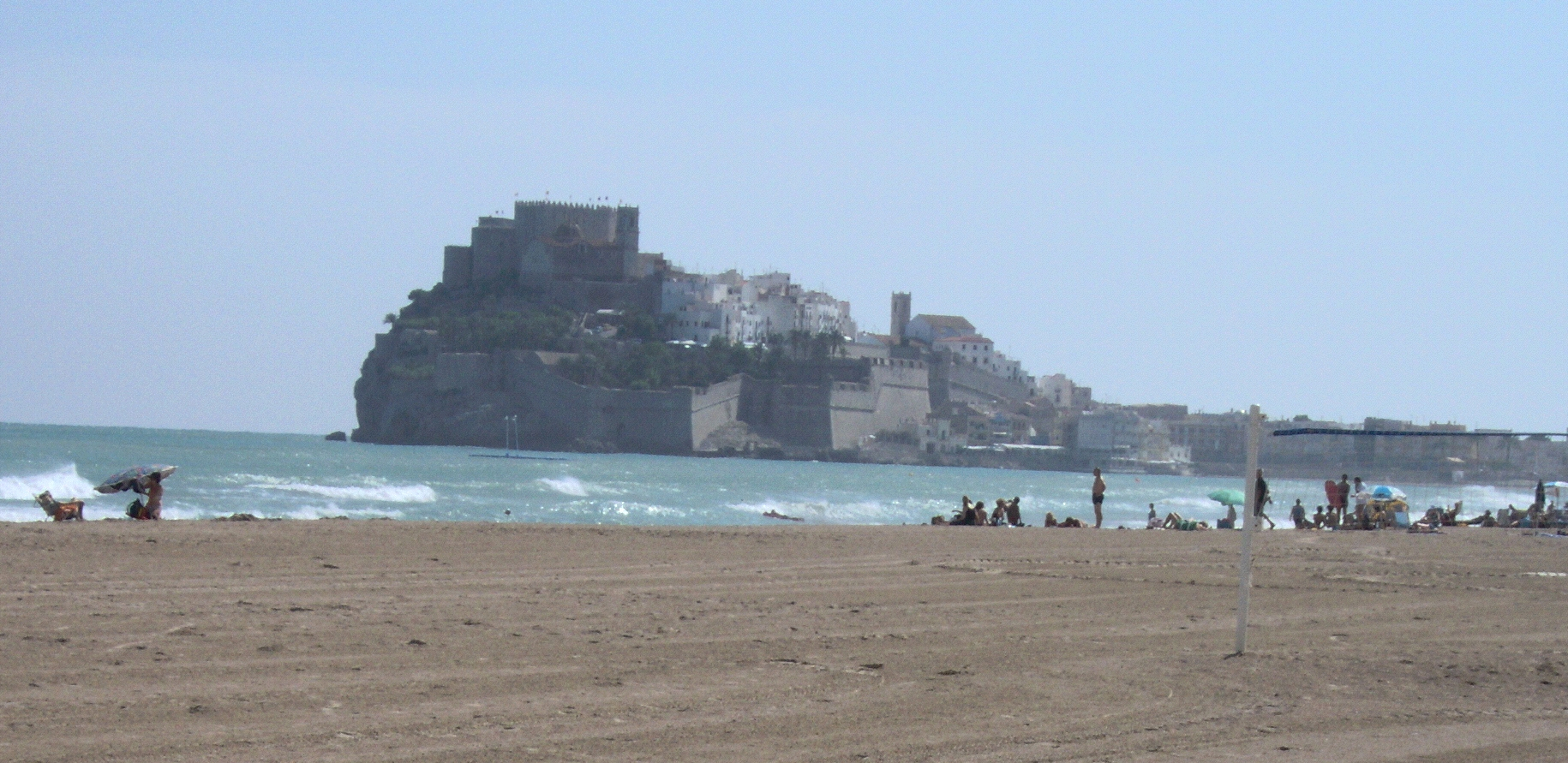
Peñiscola várának látképe

A végtelenségig bonyolulttá vált helyzetben Benedek legjobbnak látta, ha mindenekelőtt elhagyja az ostromlott Avignont, ahová többé pápa nem költözött vissza. 1408. november 21-én Benedek Perpignanba menekült, és I. (Emberséges) Márton aragón király védelme alá helyezte magát, aki Benedek rokonának, a szintén a Luna családból származó, de 1406-ban elhunyt aragón királynénak, Luna Máriának volt az özvegye, ahol zsinatot hívott össze, amelyen a hozzá hű öt bíboros vett részt. Itt az avignoni egyházfő elítélte a pisai zsinatot, és azt érvénytelennek nyilvánította. Emellett Skócia, Portugália és a spanyol koronák mind biztosították támogatásukat Benedeknek. A dél-francia városban székelő egyházfő a távolból figyelte a kibontakozó eseményeket, amelyek 1414-ben a konstanzi zsinathoz vezettek. A zsinatra Benedek követei is elmentek. A Luxemburgi Zsigmond vezette zsinat egyik fő célkitűzése volt, hogy megszűntesse a skizmát. 1415-ben az elaggott XII. Gergely önként mondott le pápai trónjáról, majd XXIII. Jánost hivatalos eljárás során fosztották meg trónjától. 1415. szeptember 19-én Zsigmond személyesen utazott el Perpignanba, hogy rávegye Benedeket a lemondásra, de minden próbálkozása hiábavaló volt. Az első találkozó 1415. szeptember 21-én szombaton délelőtt zajlott le Zsigmond és Benedek között, majd délután találkozott a két uralkodó, I. Ferdinánd aragóniai király és Zsigmond. (a következő szöveg korabeli, XX. századi helyesírással és nyelvi stílussal íródott, így némileg eltér a mai változattól): „Másnap, szeptember 22-én, vasárnap Ferdinánddal összejöttek Zsigmond, Benedek, az armagnaci gróf, Garai Miklós nádor és a többi egyházi és világi nagyok. A kíséret hátramaradt, Benedek, Ferdinánd és Zsigmond egyedül tanácskoztak. A tanácskozás majdnem három óra hosszat tartott. Zsigmond előadta, hogy immár négy év óta fáradozik az egyház békéjének helyreállításán és azzal az óhajjal jött ide is a találkozásra, hogy azt megvalósítsa.” Zsigmond nem tétlenkedett, és decemberben Narbonne-ba zsinatot hívott össze, amelyre azoknak az országoknak a képviselőit hívta meg, akik támogatták Benedeket. A zsinaton csak egyetlen ország, Aragónia nem volt hajlandó elállni Benedek mellől. Ezért az idős ellenpápa hamarosan szülőföldjére menekült, és megtépázott udvarát a Valenciához közeli családi birtokán, Peñiscola várában rendezte be. Itt még egy követség kereste fel a konstanzi zsinatról, és amikor ők sem tudták rávenni, hogy lemondjon a pápai trónról, a zsinat 1417. július 27-én megfosztotta őt méltóságától, és a pápai trónt üresnek nyilvánította. Benedek ugyan tiltakozott a döntés ellen, de senki nem figyelt már szavára.
Az egyházszakadás fejezete tehát 1417-ben lényegileg lezárult. Az avignoni vonalat továbbvivő ellenpápa Aragóniában maradt, ahol V. Alfonz király védelme alatt állt. Benedek soha nem mondott le pápai címéről, saját magát tartotta legitim egyházfőnek egészen 1423. május 23-i haláláig.